# Боуман, Мэтт
Мэтт Чу Боуман (англ. Matthew Chou Bowman; род. 31 мая 1991 года, Чеви-Чейз, Мэриленд) — американский бейсболист, питчер системы клуба Главной лиги бейсбола «Балтимор Ориолс». С 2016 года (с перерывами) выступал в МЛБ за «Сент-Луис Кардиналс», «Цинциннати Редс», «Нью-Йорк Янкис», «Миннесота Твинс», «Аризона Даймондбэкс» и «Сиэтл Маринерс».

## Карьера
Мэтт Чу Боуман родился 31 мая 1991 года в пригороде Вашингтона Чеви-Чейз, штат Мэриленд. Окончил столичную школу святого Альбана, выступал на позиции шорт-стопа и питчера. В выпускном классе отбивал 41,9 и имел ERA 0,70, став бейсболистом года конференции. В 2010 году поступил в Принстонский университет, где продолжил играть в бейсбол. В своём питчерском арсенале Боуман имел фастбол, который бросал со скоростью 90—95 миль в час, сильный слайдер, кёрвбол и чейндж-ап. На втором курсе как шорт-стоп попал в символическую вторую сборную Лиги плюща. В 2012 году провёл девять стартов, в которых имел разницу побед и поражений 4—2 и пропускаемость 4,66, при этом отбивал 30,8 и выбил хоум-ран. Тем же летом как питчер играл за летнюю студенческую бейсбольную команду «Бетесда Биг Трейн».
На драфте МЛБ 2012 года был выбран в тринадцатом раунде под общим 410-м номером командой «Нью-Йорк Метс». Был отправлен низшие лиги, где провёл за сезон в команде Южной Атлантической лиги «Бруклин Сайклонс» 29,3 иннингов с ERA 2,45. Следующий год начал в команде «Саванна Сэнд Натс», после чего был переведён в «Сент-Луси Метс» из Лиги штата Флорида. Всего провёл 21 старт с рекордом 10—4 и ERA 3,05, бросил 116 страйк-аутов. Сезон 2014 начал в команде Восточной лиги «Бингемтон Метс», но в июле был переведён в команду Трипл-Эй Лиги Тихоокеанского побережья «Лас-Вегас Фифти Фёрстс». 23 старта провёл со статистикой 10—8 и ERA 3,21. В следующем сезоне за «Фифти Фёрстс» ухудшил статистику до 7 побед, 16 поражений и ERA 5,53 в 26 стартах.
В декабре 2015 года «Сент-Луис Кардиналс», согласно пятому правилу драфта, выбрали Боумана. Дебютировал в МЛБ 6 апреля 2016 года в матче против «Питтсбург Пайрэтс», проведя на горке два иннинга, пропустив хит и бросив два страйк-аута. 8 июня в матче против «Цинциннати Редс» вышел в качестве релиф-питчера и заработал первую победу. Первый сезон в лиге закончил с рекордом 2—5 и ERA 3,46. Следующий год также провёл в роли реливера, набрав 3 победы, 6 поражений и два сэйва за 58,6 иннингов при ERA 3,99. Сезон 2018 также начинал в буллпене «Кардиналс» и успел провести за половину сезона 20,3 иннингов на горке при пропускаемости 5,75, прежде чем 5 июля не был переведён в команду Международной лиги (МЛ) «Мемфис Редбёрдс». Несмотря на краткосрочное возвращение в основной состав 18 июля на серию против «Чикаго Кабс», 21 июля вновь был отправлен в «Редбёрдс», где оставался до конца сезона. За «Кардиналс» в том сезоне провёл 22 игры с разницей побед и поражений 0—2 и ERA 4,30.
2 ноября 2018 года был поднят с вейвера «Цинциннати Редс». Сезон 2019 начинал в «Луисвилл Бэтс» из Международной лиги, в мае был переведён в основной состав. Дебютировал 24 мая в игре с «Кабс», проведя на горке 1,1 иннинг и бросив страйк-аут. В середине сентября 2020 года перенёс операцию Томми Джона. 14 октября был выведен из ростера, а 16 октября стал свободным агентом.
14 декабря 2020 года подписал двухлетний контракт с «Нью-Йорк Янкис» на выступление в низших лигах. Боуман не выходил на поле в 2021 году, так как восстанавливался после операции, а также пропустил весь сезон 2022. 10 ноября стал свободным агентом. 13 января 2023 года переподписал контракт. Начал год с выступлений за «Скрэнтон/Уилкс-Барр Рейлрайдерс» в Международной лиге, проведя 38,2 иннингов за 30 игр с пропускаемостью 3,29, бросив 30 страйк-аутов и заработав сэйв. 16 июля, активировав пункт в контракте, покинул франшизу, но уже 20 июля переподписал контракт и вернулся в «Скрэнтон». 10 сентября был переведён в основной состав на серию против «Нью-Йорк Метс». За три игры провёл четыре иннинга, пропустив четыре рана и шесть хитов и бросив три страйк-аута. 2 ноября вернулся в команду уровня Трипл-Эй, а 6 ноября стал свободным агентом.
18 января 2024 года подписал контракт с «Миннесота Твинс» на выступление в низших лигах. В начале года провёл пять «сухих» выступлений за «Сент-Пол Сейнтс» в МЛ, и 13 апреля Боуман был переведён в основной состав. Дебютировал спустя два дня в матче против «Балтимор Ориолс», за три иннинга пропустив хоум-ран от Гуннара Хендерсона и бросив два страйк-аута. Всего за пять игр провёл 7,2 иннингов с ERA 2,35 и 6 страйк-аутами. 30 апреля в связи с возвращением после травмы Йоана Дюрана был выставлен на вейвер.
2 мая был обменян в «Аризона Даймондбэкс» за наличную компенсацию. Дебютировал 3 мая в игре с «Сан-Диего Падрес», проведя на горке 1,2 иннинга и пропустив двух-рановый хоум-ран от Мэнни Мачадо. Всего за 4 матча отыграл 6,2 иннинга с ERA 8,1 и 4 страйк-аутами. 26 мая стал доступен для обмена. 31 мая был снят с вейвера и отправлен в команду Трипл-Эй «Рино Эйсес», но предпочёл стать свободным агентом.
4 июня подписал контракт с «Сиэтл Маринерс» на выступление в низших лигах. После двух «сухих» выступлений за «Такома Рейнирс» в Лиге Тихоокеанского побережья 9 июня был переведён в основной состав. Единственную игру за «Маринерс» провёл на следующий день против «Чикаго Уайт Сокс», проведя 0,2 иннинга и пропустив хоум-ран от Кори Джулкса. 11 июня был выставлен на вейвер и 14 июня стал свободным агентом, однако уже 16 июня переподписал контракт. Провёл ещё 8 матчей за «Рейнирс», прежде чем 1 июля не активировал пункт в контракте и не покинул систему «Маринерс». 4 июля вновь вернулся в систему «Твинс», где провёл ещё месяц, прежде чем 12 августа вновь не активировал пункт в контракте. «Миннесота» предпочла не переводить питчера в основной состав, а отпустить.
15 августа Боуман подписал контракт с «Балтимор Ориолс» на выступление в низших лигах. После двух «сухих» выступлений за «Норфолк Тайдс» 22 августа был переведён в основной состав. Дебютировал в тот же день в игре с «Хьюстон Рокетс», проведя на горке 1,1 «сухих» иннинга и бросив страйк-аут. За 15 игр провёл 15,2 иннинга с ERA 3,45 и 14 страйк-аутами. 4 декабря был переведён из ростера в «Тайдс», но предпочёл стать свободным агентом. 20 декабря переподписал контракт. 23 марта 2025 года «Оролс» вернули Боумана в основной состав, но спустя четыре дня вновь отправили его в «Норфолк».

## Личная жизнь
Сын Маргарет Чу и покойного Уильяма Боумана. Женат на адвокате Ив Левин, дочери родившегося в Южной Африке бизнесмена, врача и ученого-исследователя Джереми Левина и Марджери Фельдберг (дочери Стэнли Фельдберга, соучредителя TJX Companies).